# DeVaughn Nixon
DeVaughn Walter Nixon (Los Angeles, 8 de julho de 1983) é um ator americano.

## Carreira
DeVaughn Nixon nasceu em Los Angeles em 1983, onde também viveu sua infância. Ele é filho do ex-jogador de basquete Norm Nixon. Sua madrasta é a atriz/produtora/diretora/dançarina Debbie Allen. Quando era criança, trabalhou em vários papéis na atuação, colocando sua voz em um dos personagens do filme animado Bébé's Kids. Mais tarde, ele teve um papel no filme romântico O Guarda-Costas, junto com outros papéis em outros filmes e séries de televisão. No entanto, ele deixou temporariamente sua carreira no cinema para se dedicar aos estudos. Ele se formou em produção de televisão e finanças empresariais pela Loyola Marymount University. Ele também trabalhou com seu pai como corretor de hipotecas. No entanto, ele sentiu falta de atuar, então ele decidiu retornar ao seu trabalho no cinema, participando primeiro no filme Monster Heroes. Em 2011, ele apareceu no filme Prom.

## Filmografia
| Ano  | Título                     | Papel               | Notas          |
| ---- | -------------------------- | ------------------- | -------------- |
| 1990 | To Sleep with Anger        | Sunny               |                |
| 1991 | Terminator 2: Judgment Day | Danny Dyson         |                |
| 1991 | The Rapture                | First Boy           |                |
| 1992 | Bébé's Kids                | Vozes adicionais    |                |
| 1992 | O Guarda-Costas            | Fletcher            |                |
| 1994 | Sugar Hill                 | Raynathan (11 anos) |                |
| 2004 | Gamebox 1.0                | Sherman             |                |
| 2010 | Monster Heroes             | Vilante             |                |
| 2011 | Prom                       | Tyler Barso         |                |
| 2016 | Water Safety               | DeVaughn            | Curta-metragem |

| Ano       | Título                                   | Papel              | Notas                                     |
| --------- | ---------------------------------------- | ------------------ | ----------------------------------------- |
| 1991      | Civil Wars                               | Jamie Watson       | Episódio: "Daveja-Vu All Over Again"      |
| 1993      | The Fresh Prince of Bel-Air              | Shaquille          | Episódio: "Bundle of Joy"                 |
| 2001      | Lizzie McGuire                           | Snackbar Attendant | Episódio: "Rated Aargh"                   |
| 2001      | One on One                               | Tracy              | Episódio: "Radioactive Platonic"          |
| 2002      | The Hughleys                             | Derek / Kevin      | Episódio: "Jump the Jump"                 |
| 2004      | Quintuplets                              | Player #1          | Episódio: "Little Man on Campus"          |
| 2004      | American Dreams                          | Mark Johnson       | Episódio: "One in a Million"              |
| 2005      | JAG                                      | Pvt. Ben Quick     | Episódio: "Death at the Mosque"           |
| 2007      | Lincoln Heights                          | Teen #1            | Episódo: "Flashpoint"                     |
| 2007      | The Unit                                 | Sgt. Larson        | Episódio: "Always Kiss Them Goodbye"      |
| 2008      | The Game                                 | Rookie             | Episódio: "Bury My Heart at Wounded Knee" |
| 2008      | Greek                                    | Pookie             | Episódio: "Freshman Daze"                 |
| 2009      | MacKenzie Falls                          | Trevor             | 7 episódios                               |
| 2010      | Sunny entre Estrelas                     | Trevor             | 3 episódios                               |
| 2010-2011 | The Hard Times of RJ Berger              | Hamilton           | Recorrente                                |
| 2011-2013 | The Secret Life of the American Teenager | Omar               | Recorrente                                |
| 2012      | Kendra                                   | Kenny              | 2 episódios                               |
| 2014      | Twinzies: Couples Therapy                | Theodore           | Episódio: "Oh Brother"                    |
| 2017      | Love on the Vines                        | Theo Wyckoff       | Filme para TV                             |
| 2017      | The Haunted                              | Jordan Terry       | Filme para TV                             |
| 2017      | Groomzilla                               | Harrison           | Filme para TV                             |
| 2017–2019 | Marvel's Runaways                        | Darius Davis       | Recorrente                                |
| 2018      | NCIS                                     | Scott Gunderson    | Episódio: "One Step Forward"              |